# 大分県立三重病院
大分県立三重病院（おおいたけんりつみえびょういん）は、かつて大分県豊後大野市三重町宮野にあった公立病院である。
当初は、結核の療養のために大分県立三重療養所として発足したが、後には、成人病の治療やリハビリテーションを主体としていた。大分県に2つある県立病院のうちのひとつであったが、2010年10月1日に公立おがた総合病院と当病院とを統合して豊後大野市民病院が開設され、当病院は豊後大野市民病院三重診療所となった。
2012年（平成24年）4月1日 - 豊後大野市民病院三重診療所が閉院。

## 概要

### 病床数
- 165床

### 交通
- 鉄道：JR九州豊肥本線菅尾駅下車、徒歩約15分
- バス：大分バス、大野竹田バス・臼津交通 三重診療所停留所下車

## 診療科
- 総合内科
- 神経内科
- 呼吸器内科
- 消化器内科
- 循環器内科
- 小児科
- 整形外科
- 外科
- 眼科
- 皮膚科
- 泌尿器科

## 沿革
- 1957年（昭和32年）4月 - 大分県立三重療養所開所。
- 1957年（昭和32年）5月 - 診療開始。
- 1969年（昭和44年）4月 - 大分県立療養所三重病院に名称変更。
- 1983年（昭和58年）10月 - 大分県立三重病院に名称変更。
- 2003年（平成15年）1月 - 救急病院に指定。
- 2005年（平成17年）4月 - 地域医療連携室設置。
- 2010年（平成22年）10月1日 - 公立おがた総合病院と当病院とを統合して豊後大野市民病院を開設。当病院は豊後大野市民病院三重診療所となる。
- 2012年（平成24年）4月1日 - 豊後大野市民病院三重診療所が閉院[1]。

## 統合
医師不足への対策として、2008年1月に大分県から豊後大野市に対して、大分県立三重病院と豊後大野市立の公立おがた総合病院との統合が申し入れられた。これに対して、豊後大野市は強く反発し、両者の間で検討が行われた結果、2008年7月15日に、一方を核として機能を集中させつつ、他方も診療所として存続させる方針が合意され、具体的には、豊後大野市を経営主体とし、公立おがた総合病院を核となる病院として増築するとともに、大分県立三重病院は無床の診療所として存続することとなった。